# Guilty All the Same
Guilty All the Same (englisch für Genauso schuldig) ist ein Lied der US-amerikanischen Rockband Linkin Park, das sie zusammen mit dem Rapper Rakim aufnahm. Der Song ist die erste Singleauskopplung ihres sechsten Studioalbums The Hunting Party und wurde am 7. März 2014 veröffentlicht.

## Inhalt
Guilty All the Same handelt von Schuldzuweisungen, die Menschen gern gegenüber anderen machen, um ihnen ein schlechtes Gewissen einzureden. Jedoch seien auch sie selbst nicht frei von Fehlern und genauso schuldig. Das Stück beginnt mit einem langen instrumentalen Rock-Intro, bevor Chester Bennington die ersten beiden Strophen und den Refrain singt. Darin berichtet er, wie ihm die Schuld gegeben wird und Ratschläge erteilt werden, obwohl diese Leute selbst schuldig seien. Rakim rappt in seiner Strophe unter anderem über geld- und machtgierige Menschen, die nur daran interessiert seien, andere Leute zu benutzen, um selbst den größten Reichtum zu erlangen. Dabei richtet er sich auch an Musiklabels, die den Künstlern vorschreiben, welche Musik sie zu machen hätten, um möglichst erfolgreich zu sein, wobei die wirkliche, freie Kunst unterdrückt werde.

“You’re guilty all the same

Too sick to be ashamed

You want to point your finger

But there’s no one else to blame”

## Produktion
Der Song wurde von den Linkin-Park-Mitgliedern Brad Delson und Mike Shinoda produziert. Beide fungierten neben den anderen Bandmitgliedern und Rakim auch als Autoren.

## Musikvideo
Das zu Guilty All the Same veröffentlichte Musikvideo zeigt Szenen aus dem Videospiel Project Spark. Es feierte am 25. März 2014 Premiere und verzeichnet auf YouTube über fünf Millionen Aufrufe (Stand Januar 2024). Das Video zeigt eine leuchtende Spielfigur, die durch eine dunkle Schattenwelt läuft und Kristalle sammelt. Dabei springt sie auch über Schluchten und wird von schattenartigen Kugeln angegriffen. Während Rakims Strophe verwandelt sich die Figur in eine leuchtende Kugel und fliegt bis zum Songende durch eine Röhre, wobei sie weiterhin Kristalle sammelt.

## Single

### Covergestaltung
Das Singlecover ist schlicht gehalten und zeigt die weißen Schriftzüge Linkin Park, Guilty All the Same und Rakim vor grauem, wolkigen Hintergrund.

### Chartplatzierungen
Guilty All the Same stieg am 21. März 2014 auf Platz 32 in die deutschen Singlecharts ein und belegte in der folgenden Woche Rang 100. Insgesamt war es sieben Wochen lang in den Top 100 vertreten. In Österreich erreichte das Lied Position 48 und hielt sich eine Woche in den Charts, während es in der Schweiz Platz 50 belegte und zwei Wochen in den Charts vertreten war. Zudem platzierte es sich für drei Wochen an der Spitze der Billboard Mainstream Rock Songs in den Vereinigten Staaten.
| ChartsChartplatzierungen | Höchstplatzierung | Wochen |
| ------------------------ | ----------------- | ------ |
| Deutschland (GfK)        | 32 (7 Wo.)        | 7      |
| Österreich (Ö3)          | 48 (1 Wo.)        | 1      |
| Schweiz (IFPI)           | 50 (2 Wo.)        | 2      |